# Казанская церковь (Тальцы)
Церковь Казанской иконы Божией Матери — самая древняя из сохранившихся в Иркутской епархии, памятник русского деревянного зодчества, в настоящее время восстановлена и экспонируется в историко-этнографическом музее под открытом небом «Тальцы».

## История храма
Согласно клировым ведомостям, построена она (1679) илимским соборным попом Максимовым Петром и стояла неподалеку от проезжей Спасской башни, вне стен Илимского острога. Имеется вероятность, что строили её по заказу воеводы (1676—1679) и стольника Зубова Ивана Дмитриевича, поскольку в храме было выделено специальное воеводское место.
Предполагается, что первоначально церковь представляла собой клетскую постройку и только позднее с западной стороны была обширная церковь.
Современная реставрация Казанской церкви предлагает довольно спорный вариант воссоздания первоначальных форм.
Казанская церковь обладала уникальной объёмно-пространственной композицией, в которой главенствующую роль играл динамичный и выразительный высокий сруб алтаря. На фотографиях начала XX века это завершённая двускатной кровлей одноэтажная деревянная постройка с компактным срубом длиною 3 сажени 2 аршина и шириной 3 сажени, в котором размещалась церковь. С восточной стороны алтарь длиною 5 аршин, шириной 2 сажени. Алтарная часть завершалась живописным бочечным покрытием с широкими полицами на повалах и была гораздо выше храма. Бочка увенчана одной главкой, поверхность которой, как и шейка, покрыта лемехом. С западной стороны во всю ширину трапезной было устроено крыльцо под односкатной кровлей. Церковь имела 12 окон, в половине из них вместо стёкол стояли в железных переплётах рамы из слюды.
Внутреннее устройство Казанской церкви было тоже необычно. У самого алтаря, возле клиросов, была поставлена стенка-ширма, которая выделяла пространство, так называемое воеводское место. Оно предназначалось для самого воеводы и членов его семьи. Здесь по обеим сторонам двери были расположены скамьи.
Церковь занимала в длину 7 аршин и делилась двумя продольными перегородками на 3 части. Перегородки представляли собой четыре рамы с укреплёнными в них деревянными иконами. Их писали на холсте и прочно наклеивали на доски. Такими же иконами на холсте, но не наклеенными на доски, были покрыты потолки церкви и алтаря. По преданию, во время богослужений молящиеся занимали определённые части храма соответственно их полу и возрасту: вправо от входа становились старцы, влево — старицы, среднюю часть занимали люди среднего возраста. Стены внутри церкви были отёсаны, но не окрашены и не белены. Снаружи все стены церкви во 2-й половине XIX века были обшиты гладкими досками.
Иркутский губернский исполком взял (1925) церковь на учёт как уникальный памятник старины и передал её в ведение областного научного музея. Проверка сохранности здания, предпринятая его сотрудниками (1933) показала, что из-за невежества местных властей церковь была варварски обезображена. В составленном акте приводятся следующие факты: «в церкви устроили общественную уборную, уничтожили иконостас, изрубили иконы, сожгли деревянную скульптуру и резьбу. А затем в порядке охраны собрали ценнейшие иконы XVII столетия и заколотили ими выбитые окна». В таком виде, постепенно разрушаясь от времени, Казанская церковь простояла до строительства Илимской ГЭС и только в конце 1960-х годов, при подготовке ложа под водохранилище, она была перевезена во вновь созданный неподалёку от Иркутска музей под открытым небом «Тальцы», где была воссоздана по проекту архитектора Галины Геннадьевны Оранской.